# Frank Owens Smith
Frank Owens Smith (ur. 27 sierpnia 1859, zm. 29 stycznia 1924) – amerykański polityk związany z Partią Demokratyczną. W latach 1913–1915 przez jedną kadencję Kongresu Stanów Zjednoczonych był przedstawicielem piątego okręgu wyborczego w stanie Maryland w Izbie Reprezentantów Stanów Zjednoczonych.